# جيمس لي (لاعب كريكت بريطاني)
جيمس لي (23 ديسمبر 1988 بشفيلد في المملكة المتحدة - ) (بالإنجليزية: James Lee)‏ هو لاعب كريكت بريطاني. لعب مع نادي مقاطعة يوركشاير للكريكت ‏ وLeeds/Bradford MCC University ‏.

## وصلات خارجية
- جيمس لي على موقع إي آس بي آن كريك إنفو (الإنجليزية)